# Parandra striatfrons
Parandra striatfrons är en skalbaggsart som beskrevs av Leon Fairmaire 1879. Parandra striatfrons ingår i släktet Parandra och familjen långhorningar.
Artens utbredningsområde är Fiji. Inga underarter finns listade i Catalogue of Life.